# São José dos Cocais
São José dos Cocais, também conhecido como Cocais de Cima, é um povoado do município brasileiro de Coronel Fabriciano, no interior do estado de Minas Gerais. Localiza-se no distrito-sede, estando situado no Setor 7, que corresponde à zona rural municipal. De acordo com o Instituto Brasileiro de Geografia e Estatística (IBGE), em 2010 a população de seu núcleo habitacional era de 219 habitantes e havia 71 domicílios particulares.

## História e descrição
O surgimento do povoamento está associado à existência de uma estrada aberta por Guido Marlière em 1825, ligando Antônio Dias ao rio Santo Antônio, nas proximidades de Naque, cortando a Serra dos Cocais. Assim, o fluxo de tropeiros entre povoados próximos, que cruzavam a região vindos de Antônio Dias, Ferros, Santana do Paraíso, Mesquita e Joanésia, levou à formação do lugarejo no começo do século XX e, décadas mais tarde, de Santa Vitória dos Cocais. O mesmo caminho também foi o responsável pelo surgimento do povoado de Santo Antônio de Piracicaba, no atual bairro Melo Viana, que serviu como sede do distrito Melo Viana, criado em 1923, até ser alterada para o atual Centro de Fabriciano, transformado-se no município de Coronel Fabriciano em 1948.
O local fora conhecido originalmente como Cocais dos Arruda, sendo o termo "Cocais" uma referência à grande quantidade de coqueiros presentes na época do desbravamento e "Arruda" em homenagem a uma numerosa família do povoado. Mais tarde passou a se chamar São José dos Cocais, por causa da devoção dos residentes a São José, sendo também denominado "Cocais de Cima" devido à localização em relação ao povoado de Santa Vitória dos Cocais (Cocais de Baixo), levando em consideração o acesso à cidade. A Capela São José, estruturada por iniciativa dos moradores na década de 1950, foi tombada como patrimônio cultural de Coronel Fabriciano em 1997. A Serra dos Cocais, por sua vez, com suas trilhas, fazendas e cachoeiras, configura-se como principal atrativo natural do município.

Capela São José, tombada como patrimônio cultural municipal.
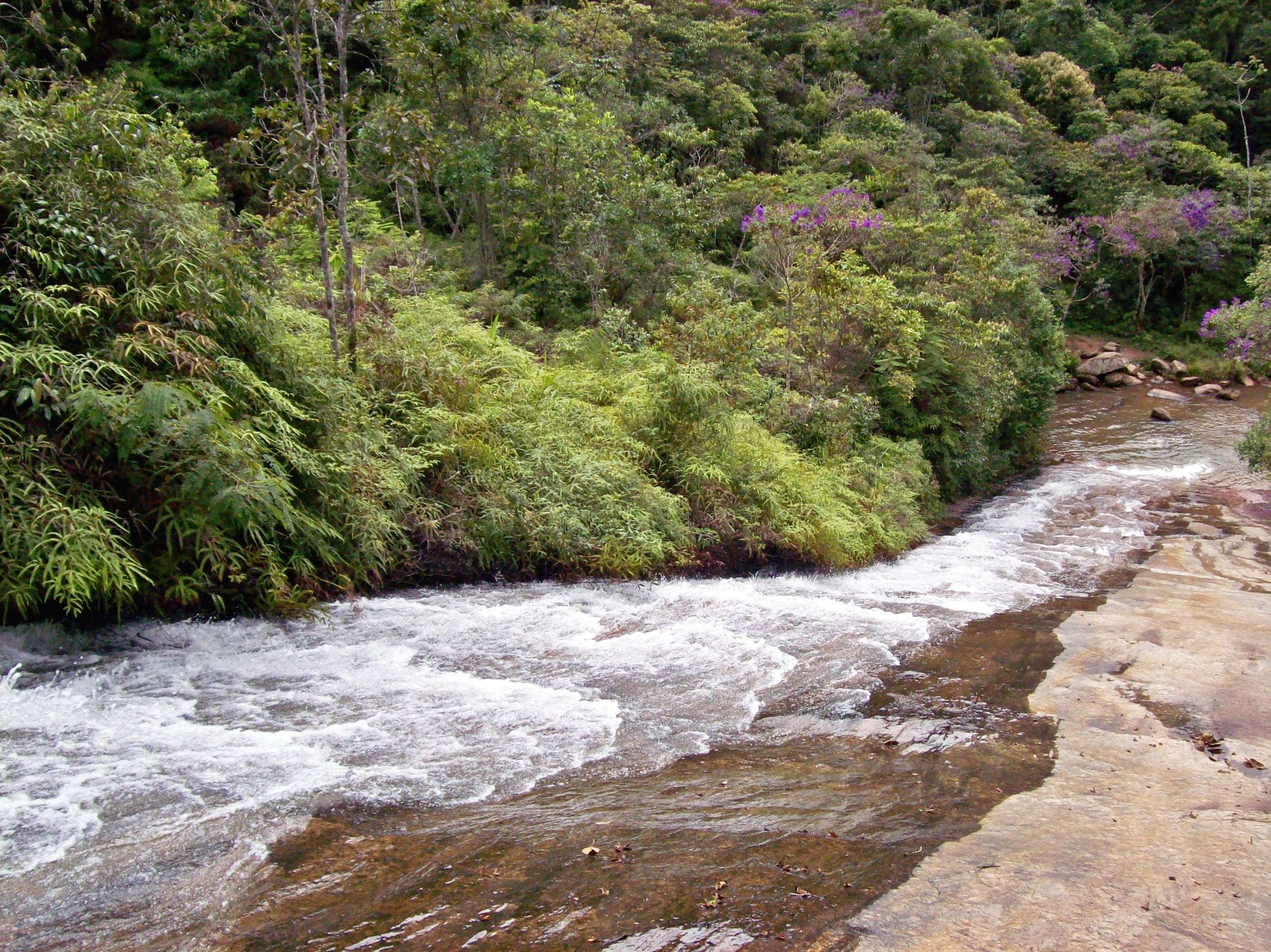
Descida da Cachoeira do Escorregador, localizada nas proximidades do povoado.
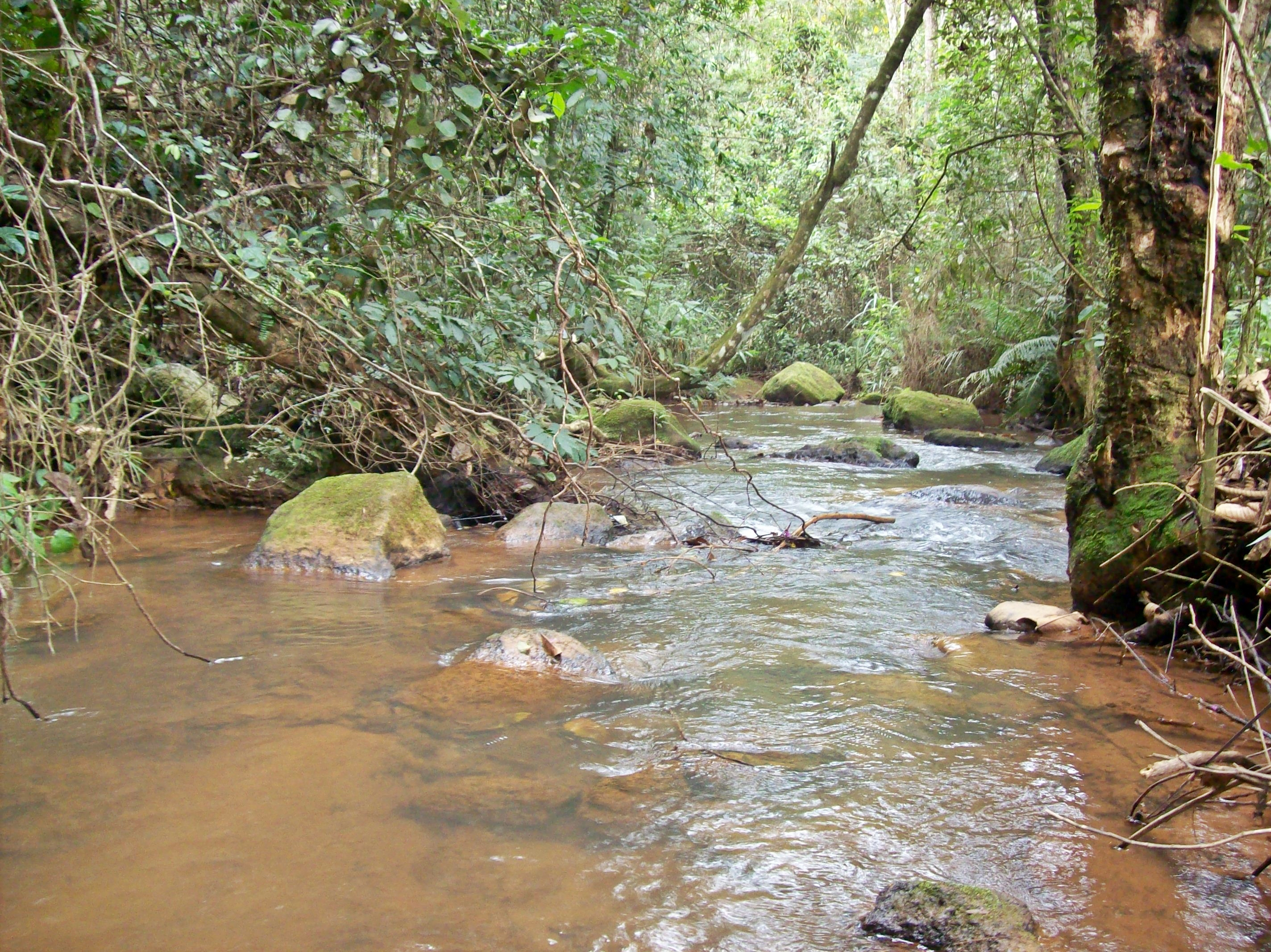
Ribeirão Cocais Pequeno nas proximidades do povoado